# Clelia Nanetti
Maria Clara, nascuda  Clelia Nanetti a Santa Maria Maddalena, (Rovigo) el 13 de desembre de 1875 i morta decapitada el 9 de juliol de 1900 a Taiyuan, a la província de Shanxi (Xina), és una religiosa de la Congregació de les Franciscanes Missioneres de Maria, canonitzada per Joan Pau II el 2000. La seva festa, amb els 120 màrtirs de la Xina, és el 9 de juliol.

## Biografia
Va néixer el 9 de gener de 1872 a Santa Maria Maddalena, a la província de Rovigo (al Veneto, Itàlia). Gràcies a un germà seu franciscà, Bernabé, pogué aprofundir en la seva vocació, i als 18 anys demanà permís als seus pares per esdevenir religiosa. Pel seu germà conegué les Franciscanes missioneres de Maria, i el 24 de gener de 1892 es traslladà a Roma i ingressà al prenoviciat, passant al noviciat a l'abril i adoptant el nom de Maria Clara.
Després va haver de traslladar-se a França, a Châtelets, on es trobava el noviciat de l'Ordre i on hi havia una gran agricultura i la ramaderia, on Maria Chiara era molt feliç de viure, perquè li recordava a la terra d'Itàlia, encara que era realment treballen pesats per a les noies joves.
No obstant això, el clima de la Bretanya la perjudicà, i de fet va tenir un començament de malalties del cor, així que després de dos anys va ser transferida a Vanves, prop de París, on es va recuperar del tot; després d'un curs realitzat a Bèlgica en 1895 s'encarregà de la neteja, el que requereix una delicadesa particular, donada l'extrema pobresa en què vivien les germanes de Vanves, car en només posseir un hàbit religiós, creava alguns problemes quan era necessari reemplaçar-lo per rentar-lo.
El 13 de novembre de 1898 va fer els seus vots perpetus i en el mateix dia, la Mare fundadora li va informar que era part del grup de set monges, que amb l'orientació de la germana Ermellina de Jesús, marxarien cap a la missió a la Xina.
El 12 de març de 1899, es va embarcar amb les seves germanes i deu frares missioners amb Mons. Fogolla per a la Xina, arribant a Tai-Yuen-fu el 4 de maig de 1899. A la missió tenia la tasca de rentar els pares i l'església, de la cuina i del refectori dels orfes.
Però en esclatar la revolta dels bòxers, el governador de la província prohibí la pràctica del cristianisme. El bisbe Mons. Grassi, va instar les germanes per canviar-se de roba, usant roba xinesa per salvar-se. Maria Chiara es va sobreposar amb la seva veu a la Superiora dient: «Fugir? Oh no, vam venir a donar vida a Jesús, si és necessari.» Les religioses, (Marie-Amandine, Marie-Hermine de Jésus, Maria de la Pau, Maria de Santa Natàlia, Marie de Saint Just i Marie-Adolphine) a més d'altres missioners (monsenyor Fogolla, el pare Élie Facchini i el vicari apostòlic, Grégoire Grassi), van ser detingudes el 6 de juliol de 1900 i decapitades tres dies després. Abans de morir van cantar conjuntament el Te Deum. Maria Chiara va ser la primera en ser decapitada, car en ser la més alta, els botxins van creure que era la cap del grup.
Van ser beatificada amb les seves companyes pel Papa Pius XII el 27 de novembre de 1946 i canonitzada pel Papa Joan Pau II l'1 d'octubre del 2000. La seva festa se celebra el 9 de juliol.